# Alizée (nome)
Alizée  è un nome proprio di persona francese femminile.

## Varianti
- Femminili: Alizé[3], Alisée[3], Alizéa[3]

## Origine e diffusione
Il nome è stato creato negli anni ottanta del XX secolo e riprende quello dell'omonimo vento, l'aliseo (in francese alizé, derivato dall'antico francese alisus, che significa "vento temperato", "vento regolare"): furono per primi il famoso surfista, fotografo ed avventuriero Arnaud de Rosnay (1946-1984) e sua moglie, la modella Jenna Severson, che, nel 1984, battezzarono una figlia con il nome di Alizé, proprio in onore di quel vento.
A dispetto dell'introduzione relativamente recente, il nome ha avuto una rapida diffusione, conoscendo una notevole popolarità all'inizio del XXI secolo grazie alla fama raggiunta dalla cantante Alizée, interprete delle hit Moi... Lolita e J'en ai marre!.
Nel 2010, erano 1.715 le persone in Francia che portavano questo nome. L'anno di massima popolarità di questo nome fu il 1994, quando 89 neonate francesi furono battezzate Alizé o Alizée.

## Onomastico
Il nome è adespota, cioè non è portato da alcuna santa; l'onomastico ricorre pertanto il 1º novembre, festa di Ognissanti. Come alternativa, data l'origine del nome, è stato proposto il 12 ottobre, giorno in cui si ricorda la scoperta dell'America da parte di Cristoforo Colombo e ciò in virtù della direzione in cui soffia l'aliseo. Altre fonti fissano invece la data al 16 dicembre, in memoria di sant'Adelaide di Borgogna (forse per assonanza, dato che la santa è chiamata anche "Alice").

## Persone

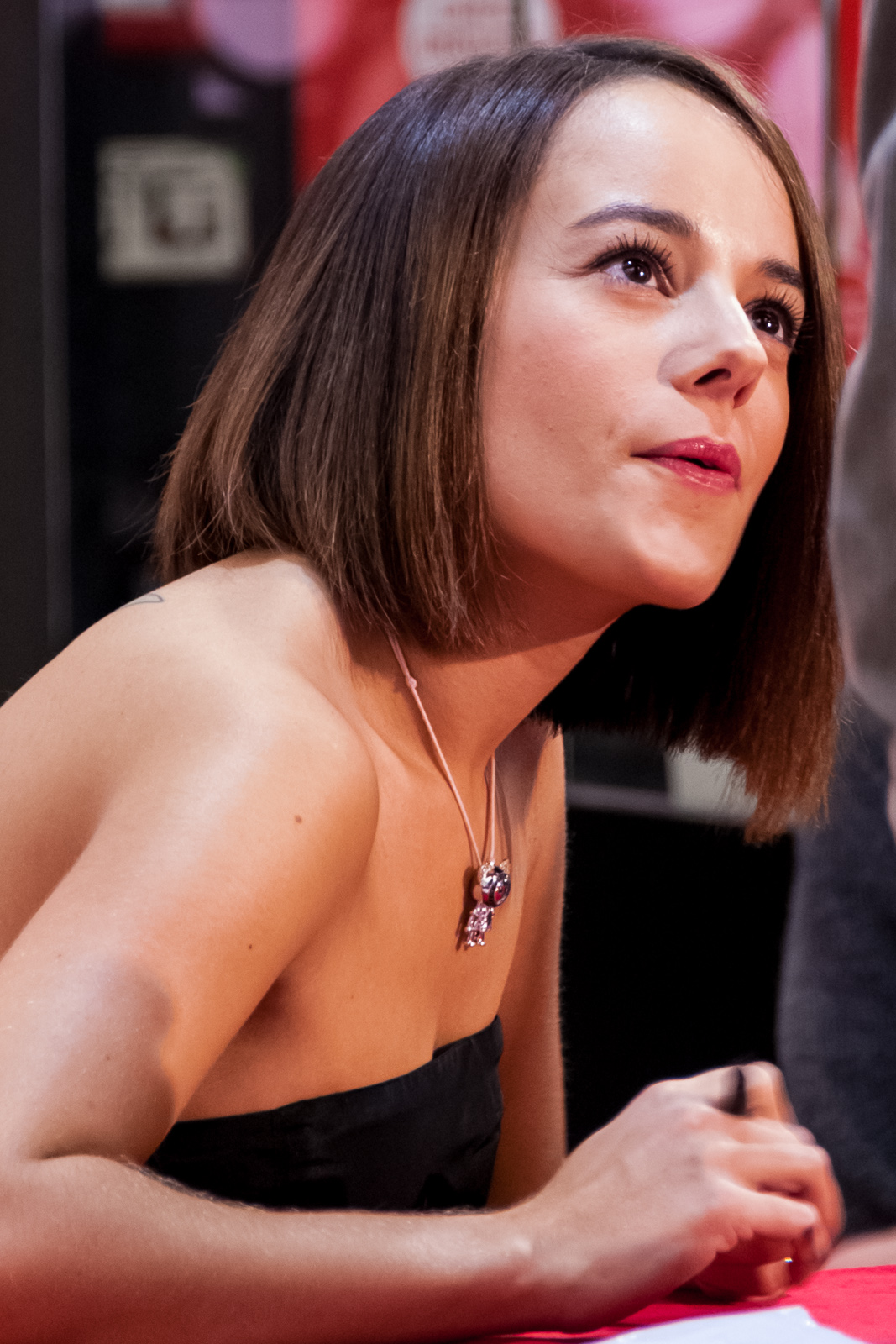
Alizée Jacotey

- Alizée Baron, sciatrice freestyle francese
- Alizée Gaillard, modella svizzera
- Alizée Jacotey, in arte Alizée, cantante francese
- Alizée Poulicek, modella belga

### Variante Alizé
- Alizé Cornet, tennista francese
- Alizé Lim, tennista francese